# لا فالوان
لا فالوان هو نهر فرنسي يقع في إقليم هوت فيين ومنطقة نوفيل أكويتين. وهو من روافد نهر فيين.

## جغرافيا
ينبع النهر في منطقة تسمى "ديه سيشير"، في بلدية "أوريل". يمتد على مسافة تبلغ 19.4 كيلومتر ويمر عبر خمس بلديات، وهي "أوريل، إيجو، فيتيات، ليموج، كوندات سور فيين".

## مرافق
في 21 ديسمبر 2004، وقعت ليموج متروبول عقد ترميم وصيانة نهر فالوين مع وكالة مياه لوار بريتان بهدف استعادة التدفق الجيد مع احترام التوازنات الطبيعية.